# سان رامون ویلیج (کالیفرنیا)
سان رامون ویلیج (به انگلیسی: San Ramon Village) یک منطقهٔ مسکونی در ایالات متحده آمریکا است که در شهرستان آلامدا، کالیفرنیا واقع شده‌است. سان رامون ویلیج ۱۰۸ متر بالاتر از سطح دریا واقع شده‌است.